# Maman a tort (série télévisée)
Pour les articles homonymes, voir Maman a tort.
Maman a tort est une série télévisée policière française en six épisodes réalisée par François Velle d'après un roman de Michel Bussi, diffusée sur France 2 en 2018.
Au Canada, la série a été diffusée sur la plate-forme ICI TOU.TV de Radio-Canada à partir du 6 novembre 2019.
En Belgique, la série a été diffusée à partir du 20 décembre 2019 sur RTLplay.

## Synopsis
Malone, un petit garçon de trois ans et demi, dit que sa maman n'est pas sa vraie maman. Il est terrifié par la pluie et les éclats de verre. Un psychologue scolaire, intrigué par ses dessins, inhabituels pour un enfant de cet âge, interpelle la directrice de l'école et essaye de prévenir la police, qui est fort occupée par une affaire criminelle.

## Fiche technique
Sauf indication contraire, les informations mentionnées dans cette section peuvent être confirmées par les bases de données cinématographiques  présentes dans la section « Liens externes ».
- Réalisation : François Velle
- Scénario : Véronique Lecharpy d'après le roman de Michel Bussi
- Musique : Armand Amar
- Lieu de tournage : Le Havre
- Durée : 6 épisodes de 52 minutes[3]
- Date de première diffusion : du 23 mai au 6 juin 2018 sur France 2.

## Distribution
- Anne Charrier : Marianne Aubrais
- Tom D'Ornano : Malone
- Samuel Theis : Vasile Drogman
- Pascal Elbé : Papy
- Camille Lou : Angélique "Angie" Fontaine
- Sophie Quinton : Amanda Moulin
- Gil Alma : Jibé
- Emmanuel Bonami : Alexandre Zerda
- Sébastien Libessart : Dimitri Moulin
- Ibrahim Koma : Lucas
- Xavier Hosten : Timo Soler
- Samira Lachhab : Bourdaine
- Katia Tchenko : Marta Lukowik
- Marie Montoya : la directrice d'école
- Marc Prin : le juge d'instruction

## Production

### Adaptation
La mini-série est l'adaptation du roman de Michel Bussi, adapté pour la télévision par Véronique Lecharpy. Le scénario reprend assez fidèlement la trame du livre. « C'est très fidèle à ce que j'ai écrit. C'est formidable pour moi d'avoir un casting extraordinaire comme celui-là » a d'ailleurs déclaré Michel Bussi.

### Tournage
Le tournage a eu lieu à la fin de l'année 2017, au Havre mais aussi à Deauville et Lille et sa région. Le Havre, où se déroule l'intrigue, a servi naturellement de décor pour le téléfilm à partir de septembre 2017 pour une durée de six semaines, en particulier à l'Église Saint-Joseph. Le tournage dans les Hauts-de-France a pris huit semaines. Les équipes ont notamment tourné à Lille mais aussi à Verlinghem, à Emmerin, à Marquette-lez-Lille, Marcq-en-Barœul, Armentières, Haubourdin, Loos et Wallers.

### Casting
À propos de son rôle, Anne Charrier déclare à Télépro : « J'ai adoré jouer ce rôle. […] Incarner un personnage de flic qui n'était ni dans la féminité ni dans la séduction était excitant. Je n'avais jamais joué ce genre de femme et j'avais très envie d'aborder un registre nouveau. »

## Accueil critique
Le magazine belge Moustique parle d'« un polar, plutôt classique mais bien mené ». Il pointe « le regard et le visage du jeune Tom d'Ornano [qui] accrochent l'image et vous attrapent ». Le jeu de l'actrice principale a aussi été très apprécié : « Anne Charrier, qui dégage toujours un équilibre entre la force d'un franc-parler et celle d'une grande sensibilité, se glisse parfaitement dans ce rôle de commandante fragilisée par sa vie privée ». Enfin, le magazine note la mise en valeur de la « cinématographie de la ville du Havre. L'architecture d'Auguste Perret et les paysages côtiers prennent pleine part au récit ». Première parle de la « mécanique implacable de l'auteur » mais regrette, « comme  pour le roman, [que] la série n'évite pas quelques invraisemblances finales, qui laissent un petit goût amer ». Le magazine de cinéma salue aussi « un cast 3 étoiles (Anne Charrier, Camille Lou et Pascal Elbé en tête), qui réussit peu à peu à faire glisser l'intérêt du téléspectateur d'une intrigue policière, vers un drame plus humain ». La Croix juge que « malgré un recours trop appuyé aux artifices du thriller (musique et gros plans inquiétants…) et quelques personnages caricaturaux (les faux parents), le téléspectateur est happé par l'histoire mystérieuse de ce garçonnet, attachant et tourmenté ».

## Audiences
| No | Titre     | Première diffusion | Première diffusion         |
| No | Titre     | Date               | Audiences en France et PDM |
| -- | --------- | ------------------ | -------------------------- |
| 1  | Épisode 1 | 23 mai 2018        | 4,47 millions (18,4 %)     |
| 2  | Épisode 2 | 23 mai 2018        | 4,07 millions (17,8 %)     |
| 3  | Épisode 3 | 30 mai 2018        | 3,57 millions (14,9 %)     |
| 4  | Épisode 4 | 30 mai 2018        | 3,7 millions (16,6 %)      |
| 5  | Épisode 5 | 6 juin 2018        | 3,89 millions (16,4 %)     |
| 6  | Épisode 6 | 6 juin 2018        | 4,01 millions (17,9 %)     |

## Distinctions
- Prix de la meilleure interprétation féminine pour Anne Charrier au Festival Séries Mania[4].